# Wołczko Kulwa
Wołczko Kulwa herbu Półkozic , właściwie Kulwa (ur. w XIV w., zm. w XV w.) – bojar litewski, adoptowany podczas unii horodelskiej (1413).

## Życiorys
W 1413 roku podczas unii horodelskiej doszło do przyjęcia przez polskie rodziny szlacheckie, bojarów litewskich wyznania katolickiego (tzw. adopcja herbowa). Jednym z ważniejszych dowodów tamtego wydarzenia jest istniejący do dziś dokument, do którego przyczepione są pieczęcie z wizerunkami herbów szlacheckich.
Z dokumentu dowiadujemy się o istnieniu Kulwy, który został adoptowany przez przedstawicieli Półkoziców. Jest to jedyne zachowane źródło historyczne, które o nim wspomina.

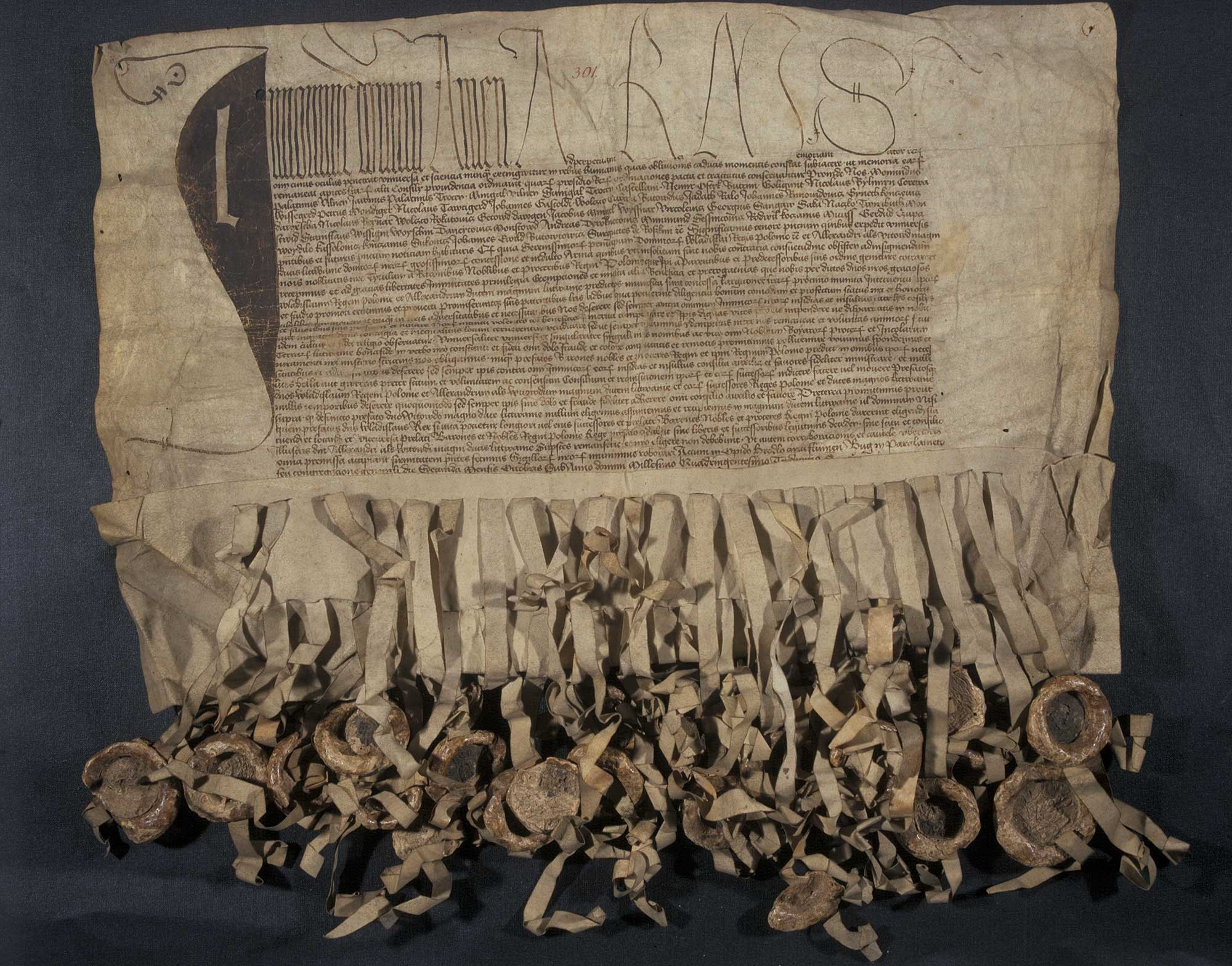
Dokument unii horodelskiej z 1413 roku z przyczepionymi pieczęciami

Polski historyk, Władysław Semkowicz, spekuluje, że zlokalizowana w dawnym powiecie kowieńskim stara osada, nosząca nazwę Kulwa, może mieć jakiś związek z omawianym Kulwą. Jednakże brakuje w tej kwestii źródeł historycznych, mogących potwierdzić tę tezę. Semkowicz przytoczył też miejscowość Kulwiszki, lecz ponownie brakuje wystarczającej ilości materiałów mogących to potwierdzić. Należy również zaznaczyć, że rodzina Kulwieciów, pochodząca z Kulwy kowieńskiej, używa w czasach późniejszych innego herbu.
Do aktu unii trockiej z 1433 roku, pieczęć z herbem Półkozic przywiesił bojar litewski, noszący imię Moniwid (nie mylić z Wojciechem Moniwidem). Być może był spokrewniony z Kulwą.